# Kaarlo Sarkia
Kaarlo Sarkia (né le 11 mai 1902 à Kiikka dans la région du Satakunta en Finlande — décédé le 16 novembre 1945 à Sysmä dans la région du Päijät-Häme) est un poète et traducteur finlandais. Il a publié quatre collections de poèmes entre 1929 et 1943. Sarkia est connu comme un traducteur de la poésie française comme Arthur Rimbaud, François Villon, Victor Hugo et Charles Baudelaire. Sarkia est mort de tuberculose à l'âge de 43 ans.

## Œuvres
- (fi) Kahlittu, WSOY, 1929
- (fi) Velka elämälle, WSOY, 1931
- (fi) Unen kaivo, WSOY, 1936
- (fi) Kohtalon vaaka, WSOY, 1943
- (fi) Runot (Œuvres complètes), WSOY, 1944

## Prix et récompenses
- Prix national de littérature, 1931 et 1943
- Prix Aleksis Kivi, 1938
- Prix de la Société de littérature finlandaise, 1939 et 1945